# Догяска (гора)
Догяска (укр. Догяска) — гора в центральной части массива Свидовец, в пределах Раховского района Закарпатской области Украины. Высота — 1761,7 м. Западные и северо-восточные склоны горы крутые, северные, южные и юго-восточные — пологие.
С севера к Догяске прилегает флишевая седловина (перемычка), которая соединяет гору с основным хребтом Свидовец. Северо-западнее Догяски расположена гора Трояска (1702,6 м), на востоке — гора Котел (1770,8 м). На северо-восточном склоне горы расположено озеро Герашаска.
Ближайший населённый пункт — село Чёрная Тиса.